# Magassásosok

Zsombéksásos (Caricetum elatae Koch 1926) — Lengyelország, Wysokie Bagno természetvédelmi terület

A magassásosok (Magnocaricetalia Pignatti 1953) a nádasok és magassásosok (Phragmiti-Magnocaricetea Klika in Klika & Novák, 1941) társulástani osztályának egyik rendje. Rendszertani helyzetének megítélése nem egyértelmű: több szerző csak társuláscsoportnak tekinti.

## Elterjedésük
Európában a Földközi-tenger környékétől Dél-Skandináviáig bárhol előfordulhatnak.

## Megjelenésük, fajösszetételük
A nádasok és a magassásosok fajösszetételében sok a hasonlóság, általános megjelenésük és szerkezetük azonban jelentősen különbözik. Átlagos magasságuk 1–1,5 m, növekedésük csomós vagy gyakran zsombékoló.
Társulásaik többsége úgynevezett dominancia-társulás, amit egy-egy uralkodó faj — többnyire sásfaj — határoz meg:
- zsombéksás (Carex elata),
- mocsári sás (Carex acutiformis)
- parti sás (Carex riparia)
- éles sás (Carex gracilis)
- rókasás (Carex vulpina)
- semlyéksás (Carex limosa)

További, meghatározó fajok:
- pántlikafű (Phalaroides arundinacea),
- mocsári csetkáka (Eleocharis palustris),
- fehér tippan (Agrostis stolonifera),
- közönséges lizinka (Lysimachia vulgaris),
- vízmelléki csukóka (Scutellaria galericulata),
- mocsári kocsord (Peucedanum palustre),
- vidrafű (Menyanthes trifoliata).

## Életmódjuk, termőhelyük
A tavak és lápok feltöltődési folyamatában szerepük a nádasokéhoz hasonló, de többnyire a nádasokénál kötöttebb, keményebb vagy tőzegesebb aljzaton nőnek. A nádasoknál alacsonyabb víz borítja őket úgy, hogy nyáron ideiglenesen ki is száradhatnak, így talajuk több levegőhöz jut.

## Társulástani felosztásuk
A rendnek Magyarországon egy társuláscsoportja van jelen: zsombékosok és magassásrétek (Magnocaricion elatae Koch 1926) három alcsoporttal, összesen tizenkilenc növénytársulással.